# Commelina longicapsa
Commelina longicapsa är en himmelsblomsväxtart som beskrevs av Charles Baron Clarke. Commelina longicapsa ingår i släktet himmelsblommor, och familjen himmelsblomsväxter. Inga underarter finns listade.